# Castello Ruffo di Nicotera
Das Castello Ruffo di Nicotera ist eine Adelsresidenz aus dem 18. Jahrhundert im historischen Zentrum von Nicotera in der italienischen Region Kalabrien. Dort sind heute das archäologische Stadtmuseum und das Centro per lo studio e la conservazione della civiltà contadina del Poro untergebracht.

## Geschichte
Das heutige Gebäude ist das Werk des Architekten Ermenegildo Sintes, der 1764 die Burg in eine Sommerresidenz für den Grafen Fulco Antonio Ruffo umwandelte. Somit ist es das Resultat einer Reihe von Umbauten, denen die Burg im Laufe der Jahrhunderte unterzogen wurde. Es wurde ursprünglich auf den Ruinen der alten staufisch-angioinischen Festung mit Ecktürmen und breiten Terrassen, von denen aus man das Meer sehen kann, errichtet.
Die erste Burg in Nicotera ließ der normannische Herzog Robert Guiskard in der zweiten Hälfte des 11. Jahrhunderts errichten; sie diente der Aufnahme einer großen, militärischen Garnison zum Schutz der Küste der Stadt. Zum Abschluss der Eroberung des Südens von Kalabrien schenkte er die Burg seinem Bruder, dem Großgrafen Roger dem Normannen, der die Schaffung eines Verwaltungszentrums in dem militärischen Gebäude für mögliche Eroberungszüge in das benachbarte Sizilien betrieb. Sicher ist, dass er die Burg über den ganzen Lauf seines Lebens eine Abfolge von Zerstörungen und Wiederaufbauten war, was entweder zerstörerischen Erdbeben (insbesondere dem Erdbeben vom 27. März 1638) oder den Zerstörungen durch die Angriffe der Sarazenen in den Jahren 1074 und 1085 geschuldet war; eine der Zerstörungen wurde auch die kuriose Episode von 1284 verursacht, bei der die bewaffneten Truppen des Admirals Ruggiero di Lauria aus dem Haus Aragón, der für die Vertreibung des Hauses Anjou aus Kalabrien verantwortlich war, die Burg vollständig zerstören sollten, die dann in der Folge ebendieser Ruggiero di Lauria wiederaufbauen ließ.
Mit dem Auftauchen von Friedrich II. wurden sowohl die Stadt aus auch die Burg einem Prozess der Erweiterung und Befestigung nach der staufischen Festungsbaukunst unterzogen, wobei auch das Arsenal in der Nähe des Hafens gebaut und erweitert wurde. Friedrich II. war der Initiator der hauptsächlichen Entwicklung der Stadt Nicotera, daher ist zu berücksichtigen, dass die Burg eine wichtige Rolle in der Stadtanlage spielte.
In der Burg waren im Laufe der Jahre bekannte Persönlichkeiten zu Gast, darunter Bruno von Köln, Ludwig von Toulouse, Papst Urban II., Joachim von Fiore und die Kaiserin Konstanze von Sizilien.

## Beschreibung
Das Gebäude, das bis heute unvollendet ist, wurde wenige Meter neben den Resten der vorhergehenden, normannischen Burg errichtet, von der nur einige Steinfundamente und eine Zisterne übriggeblieben sind, die teilweise in einen benachbarten Adelspalast integriert wurden. Das Gebäude erscheint als riesige Masse, die den darunterliegenden Hafen von Nicotera dominiert; die Hauptfassade zeigt eine markante Analogie zur Certosa di San Martino in Neapel.
Der Grundriss des Castello Ruffo di Nicotera ist vierseitig mit drei rechteckigen Ecktürmen; der vierte Eckturm wurde nicht realisiert. Die beiden vorderen Türme, die durch eine Abfolge von sieben Arkaden verbunden sind, stehen mit einem kleinen Balkon, gestützt durch Konsolen aus grauem Granit, in Verbindung. Neben dem vierten Eckturm fehlt auch ein Teil der Fassade, der bei dem schweren Erdbeben von 1783 zerstört wurde, das die Ebene von Sant’Eufemia traf. Die Keller der Burg sind über einen Eingang im Innenhof erreichbar. Von diesem Eingang mit Granitportal aus gelangt man in einen Korridor mit Tonnengewölbedecke, der auch zum Erdgeschoss führt. In diesem gibt es zwei große Säle, der erste mit Rechteckgewölbedecke, während der zweite mit Kreuzgewölbedecke durch sieben Fenster belichtet wird, die sich in den sieben Arkaden der Hauptfassade öffnen. Im Innenhof befindet sich ein Bogen, durch den man ins Atrium gelangt, das mit großen Granitplatten gepflastert und mit einer breiten Treppe verziert ist.
Man erzählt sich, dass die Burg mit dem Hafen von Nicotera durch einige Geheimgänge verbunden sei, sodass man einigen Gefangenen auf der Burg zur Verifizierung der Existenz solcher Tunnel die Umsetzung eines Fluchtplans erlaubt hatte; sie warfen Wassermelonen hinein, die rollten, bis sie im Hafen von Nicotera ankamen.
Die Burg heute
Die Burg wurde nach letzten Umbauten als Museum ausgebaut. Im Erdgeschoss, das durch große Säle gekennzeichnet ist, fand das archäologische Stadtmuseum seinen Platz, während im ersten Obergeschoss des Gebäudes das Centro per lo studio e la conservazione della civiltà contadina del Poro (dt.: Zentrum für die Erforschung und Erhaltung der bäuerlichen Gesellschaft des Poro) untergebracht ist.